# 尤普·卡佩尔曼
尤普·卡佩尔曼（德語：Jupp Kapellmann，1949年12月19日—），生于维尔瑟伦，德国前男子足球运动员。他曾代表西德国家队参加1974年国际足联世界杯，结果队伍获得冠军。